# Основы законодательства Российской Федерации о нотариате
Основы законодательства Российской Федерации о нотариате — главный закон России о нотариате и правилах совершения нотариальных действий на территории России.
Введён в действие Постановлением Верховного Совета РФ от 11 февраля 1993 года № 4462-1 с момента опубликования в Ведомостях съезда народных депутатов Российской Федерации и Верховного Совета Российской Федерации от 11 марта 1993 года, № 10, стр. 357.
Закон состоит из двух разделов: в первом изложены организационные основы деятельности нотариата в Российской Федерации, во втором — положения о нотариальных действиях и правилах их совершения на территории России.
В феврале 2025 года Министерство юстиции России опубликовало проект нового закона о нотариате. Он должен ввести новое регулирование нотариата, повысить роль государства, изменить установку тарифов, порядок работы председателей нотариальных палат, требования к нотариусам и процедуру лишения их статуса. Так, нотариусами не смогут быть люди с видом на жительство в другом государстве или его аналогом, имевшие судимость в прошлом, только с бакалаврским юридическим образованием и т. д. Ранее министр Константин Чуйченко раскритиковал положение, где «роль государства в нотариате сегодня сервисная».

## Структура закона
- Глава I. Общие положения
- Глава II. Порядок учреждения и ликвидации должности нотариуса
- Глава III. Права, обязанности и ответственность нотариуса
- Глава IV. Стажёр, помощник нотариуса и лица, обеспечивающие деятельность нотариуса. Порядок замещения должности нотариуса, занимающегося частной практикой
- Глава V. Финансовое обеспечение деятельности нотариусов
- Глава VI. Нотариальная палата. Федеральная нотариальная палата
- Глава VII. Контроль за деятельностью нотариусов
- Глава VII.1. Единая информационная система нотариата
- Глава VIII. Нотариальные действия, совершаемые нотариусами и уполномоченными должностными лицами
- Глава IX. Основные правила совершения нотариальных действий. Выдача дубликатов документов
- Глава X. Удостоверение сделок
- Глава XI. Принятие мер к охране наследственного имущества. Выдача свидетельств о праве на наследство
- Глава XII. Выдача свидетельств о праве собственности на долю в общем имуществе супругов. Наложение и снятие запрещения отчуждения имущества
- Глава XIII. Свидетельствование верности копий документов и выписок из них, подлинности подписи и верности перевода
- Глава XIV. Удостоверение фактов
- Глава XV. Передача заявлений физических и юридических лиц, принятие в депозит денежных сумм и ценных бумаг
- Глава XVI. Совершение исполнительных надписей
- Глава XVI.1. Особенности совершения исполнительной надписи об обращении взыскания на заложенное имущество
- Глава XVII. Совершение протестов векселей, предъявление чеков к платежу и удостоверение неоплаты чеков
- Глава XVIII. Принятие на хранение документов
- Глава XIX. Совершение морских протестов
- Глава XX. Обеспечение доказательств
- Глава XX.1. Регистрация уведомлений о залоге движимого имущества
- Глава XX.2. Удостоверение равнозначности документов
- Глава XX.3. Удостоверение решения органа управления юридического лица
- Глава XX.4. Внесение сведений в реестр списков участников обществ с ограниченной ответственностью единой информационной системы нотариата
- Глава XXI. Применение нотариусом норм иностранного права. Международные договоры[1].